# Junior high school
Junior high school eller Middle School är en skolform i USA som är den delen av den obligatoriska utbildningen som föregår high school. Eleverna är normalt mellan 10 och 14 år gamla.